# Sticherus paulistanus
Sticherus paulistanus là một loài dương xỉ trong họ Gleicheniaceae. Loài này được Rosenst. Copel. mô tả khoa học đầu tiên năm 1947.